# Weebly
Weebly — це безкоштовний онлайн-сервіс візуального (WYSIWYG) створення сайтів без необхідності знань HTML-коду. Він дозволяє розміщувати сайт в мережі Інтернет під доменом [username].weebly.com або під власним доменом користувача. Сервіс створили Девід Русенко, Ден Велтрі і Кріс Фаніні, які здобували ступінь бакалавра в Державному університеті Пенсильванії.
Сервіс був створений при фінансовій підтримці венчурної компанії Y Combinator. Для створення сторінок використовуються віджети різних типів, що дозволяють створювати повноцінний сайт за дуже малий час. Користувачі створюють сторінки, перетягуючи і розташовуючи, як їм подобається, елементи різних типів (такі як зображення, блоки текстів, карти Google, відеоролики Google Video та YouTube і навіть RSS агрегатори), при додавані нових сторінок автоматично створюється навігаційне меню.
Користувачі можуть відразу розпочати просувати свій сайт — з панелі адміністратора, розмістивши посилання на нього на сервісах StumbleUpon і Facebook. Є також наочний засіб статистики відвідування сайту.
Для досвідчених користувачів і більшої гнучкості творці сервісу пропонують розміщення елементів з довільним HTML-кодом, а також редагування і завантаження шаблонів дизайну сайту. А також пропонується розміщення рекламних оголошень на сторінках, з відображенням релевантної темі створеного сайту реклами, весь дохід від якої йде користувачу, який створив сайт.
Сервіс є конкурентом таких сервісів по створенню сайтів, як Wix.com, Squarespace, uCoz, Jimdo, Google Sites. 
Він увійшов до 50 найкращих сайтів 2007 року, названих журналом «Time».
У квітні 2018 року Square, Inc. оголосила, що вона придбає Weebly за ~365 мільйонів доларів.
З жовтня 2018 року Weebly заблокував увесь трафік з ряду країн «з міркувань безпеки». Усі розміщені сайти та weebly.com не доступні з цілого списку країн. Відомі заблоковані країни — Україна та Росія.